# Saulnois
De Saulnois (Duits: Salzgau) is een cultuurhistorisch en landschappelijke streek in het Departement Moselle in Lotharingen in de Franse regio Grand Est.

## Ligging
Het gebied wordt aan de zuidkant grotendeels begrensd door de rivier de Seille en volgt daar verder de historische grens van Duits-Lotharingen. De grote plaatsen in deze streek zijn Chateau-Salins / Salzburg in Lothringen en Dieuze / Duß. Andere belangrijke plaatsen in het gebied zijn Marsal / Salzmar, Vic-sur-Seille / Wich an der Seille en Fénétrange / Finstingen. 
Het gebied komt grotendeels overeen met het Kanton Le Saulnois en is niet overal heel duidelijk afgebakend. Aan de noordkant is Morhange / Mörchingen het meest noordelijke punt, aan de (noord)oostkant grenst het gebied bij Fénétrange / Finstingen aan de Elzas en gaat het gebied bij het stadje Fribourg (Moselle) / Freiburg in Lothringen, over in het Pays des Étangs  en de Boven-Saargouw rondom Sarrebourg / Saarburg in Lothringen. In het zuidoosten wordt de grens gevormd door het stadje Réchicourt-le-Château / Rixingen in Lothringen en in het westen wordt het gebied begrensd door de Moezel.
Naast de Seille en het Marne-Rijnkanaal is de Étang de Lindre / Linderweiher een belangrijk water in het gebied.

## Geschiedenis
Doordat het gebied rondom de Seille lag tussen Metz enerzijds en de Boven-Saargouw en Elzas anderzijds, was het historisch een erg belangrijk doorgangsgebied. Sinds de Hallstattcultuur in de Prehistorie wordt hier al aan zoutwinning gedaan. In de Middeleeuwen waren in de Salzgau diverse kruisridderorden actief en zijn hiervan nog verschillende commanderijen te vinden, zoals de commanderijen in Saint-Jean-de-Bassel / St. Johann von Bassel of Gelucourt / Gisselfingen en de Tempelierskerk van Sint-Michael in Bellange / Böllingen im Salzgau. 
Naast zoutwinning is het gebied ook bekend om haar wijnbouw rond de Seille en Cider.

## Afbeeldingen

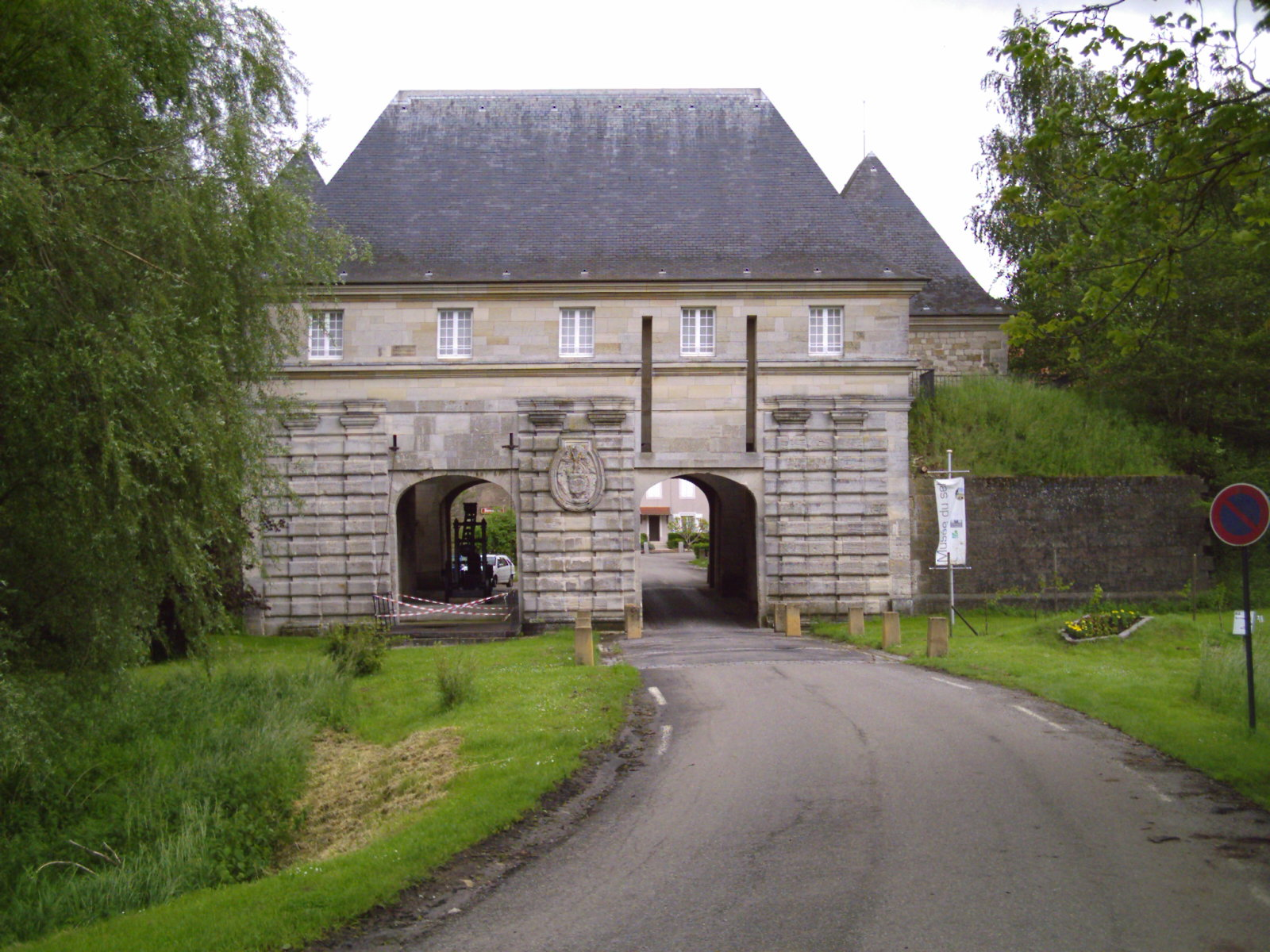
De Porte de France / Frankreichtor in Marsal / Salzmar, waar zich op de eerste verdieping een Zoutmuseum bevindt
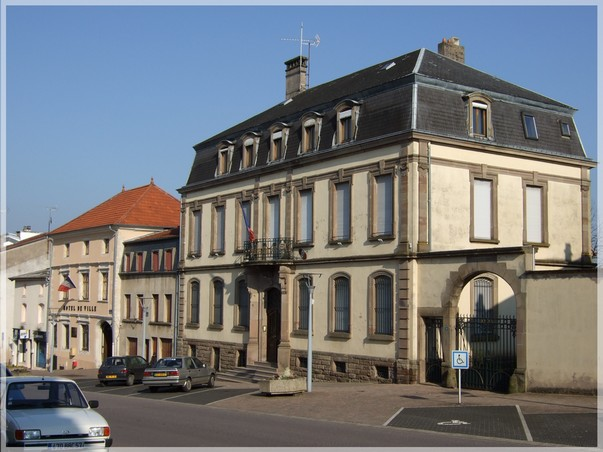
Gemeentehuis in Chateau-Salins/Salzburg in Lothringen, de hoofdstad van de Salzgau
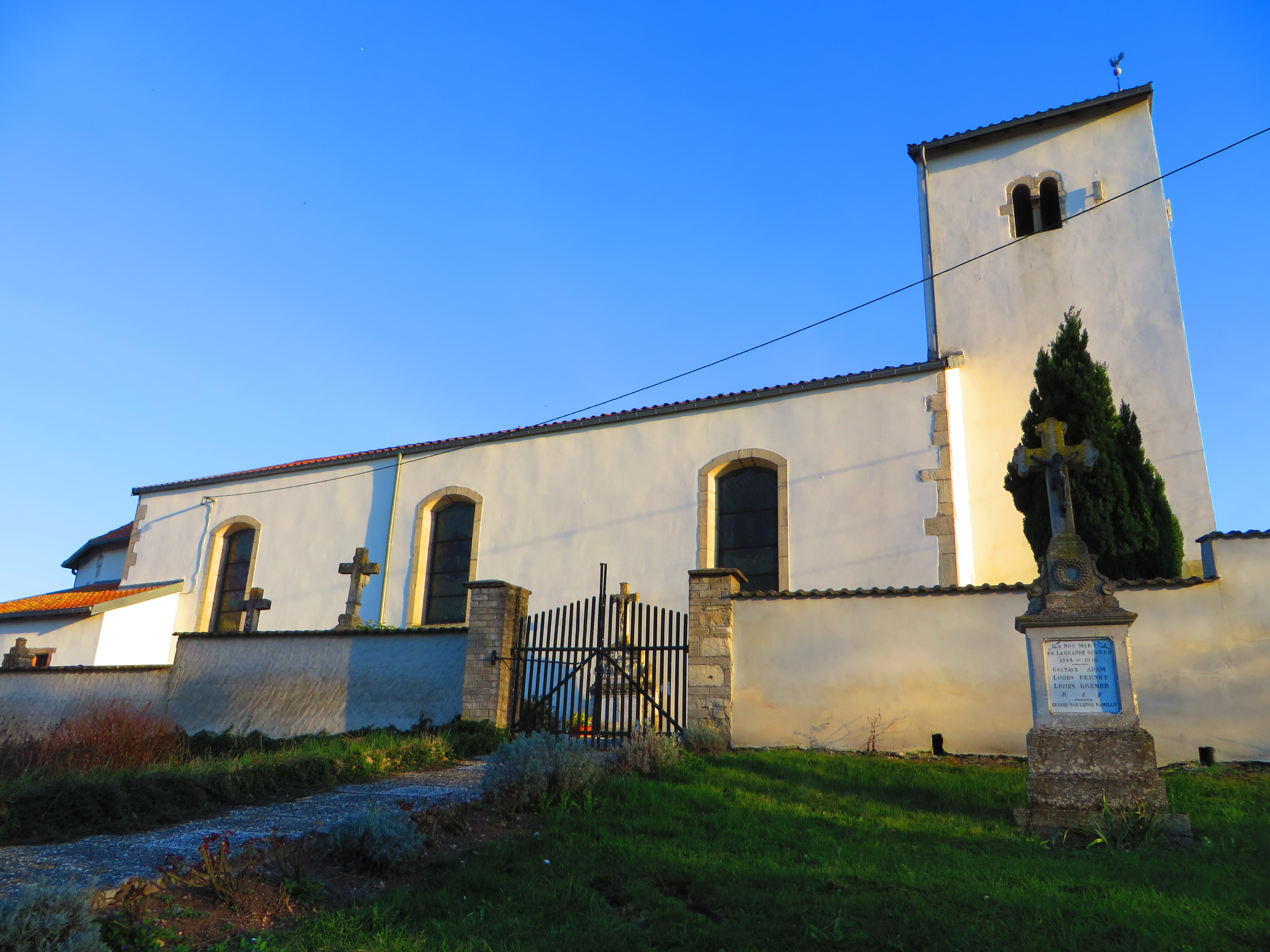
Romaanse Tempelierskerk van Sint-Michael in Bellange / Böllingen im Salzgau
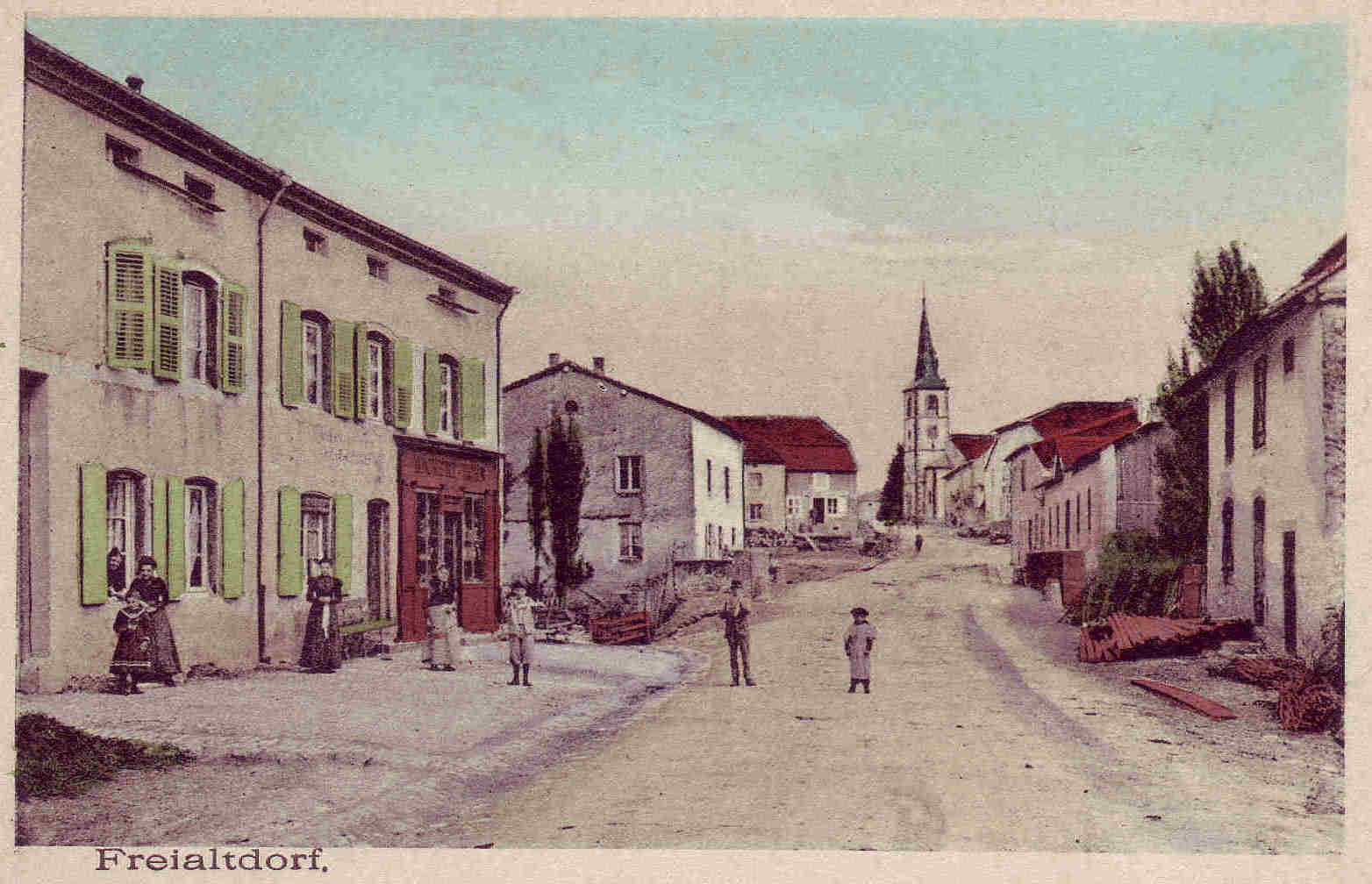
Freialtdorf (Francaltroff) in de tijd van het Duitse Keizerrijk
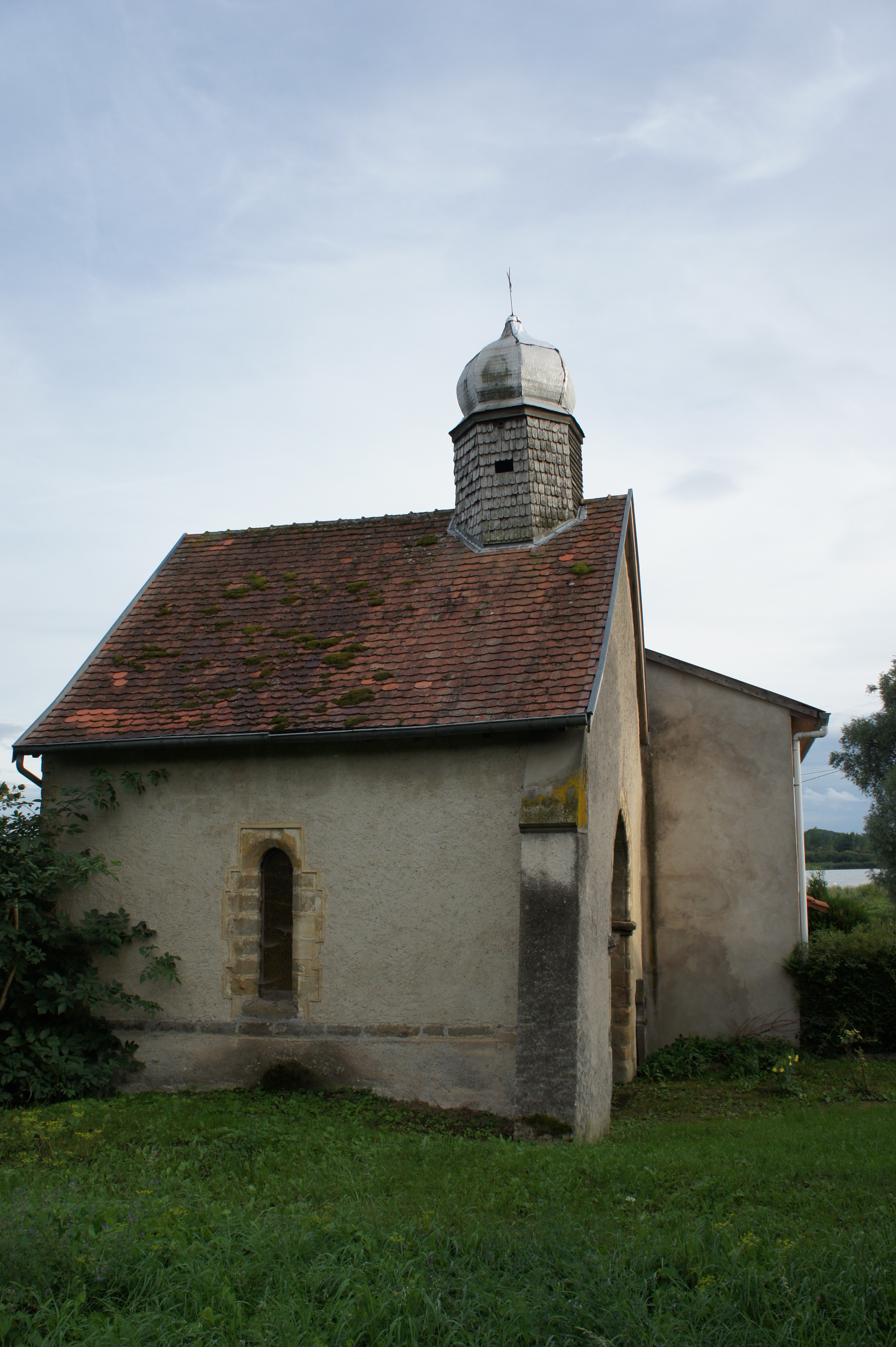
Tempelierskapel van Sint-Odilia in Gelucourt / Gisselfingen
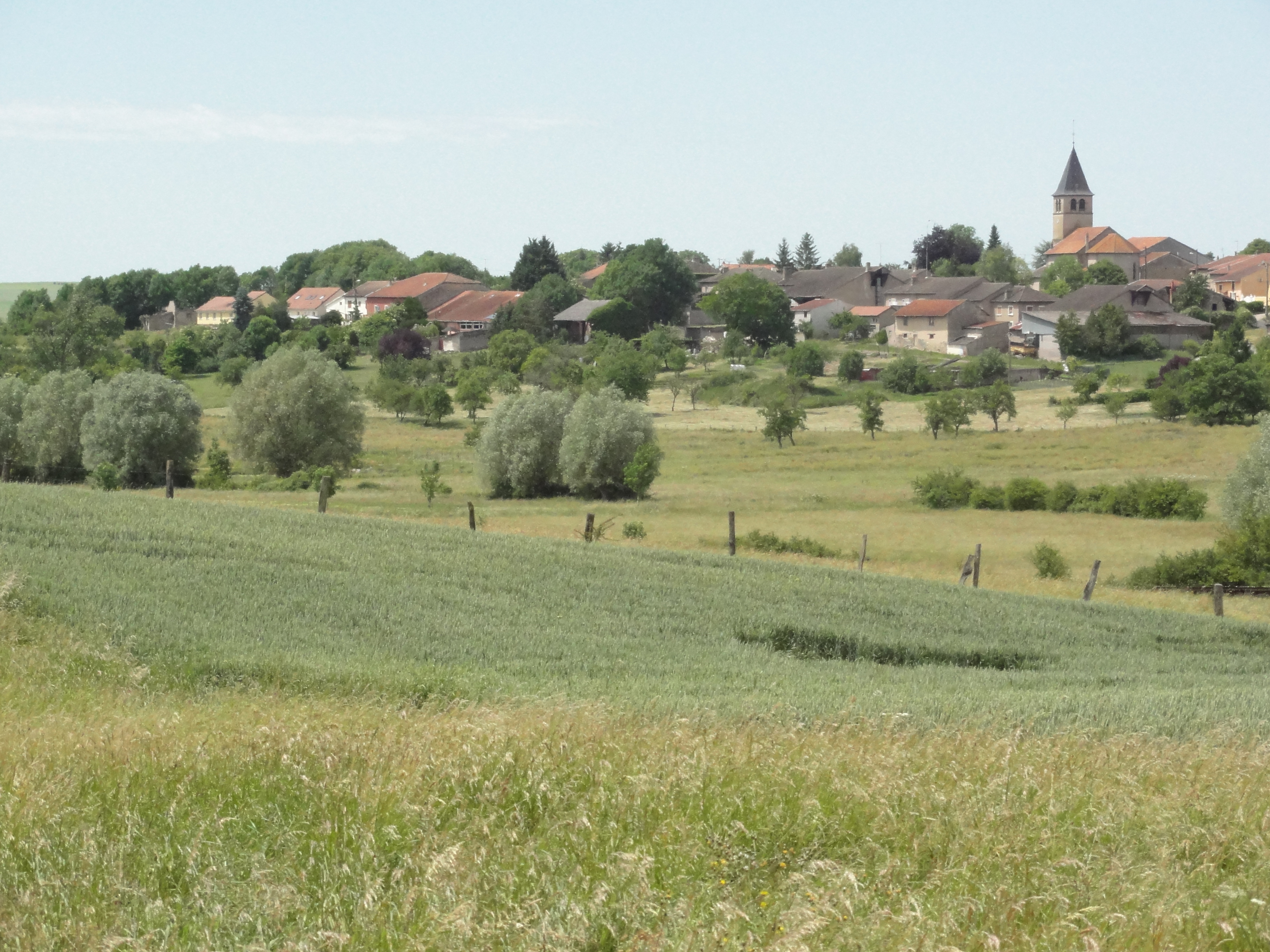
Schilderachtig dorpsgezicht van Juvelize / Geistkirch in de Saulnois / Salzgau
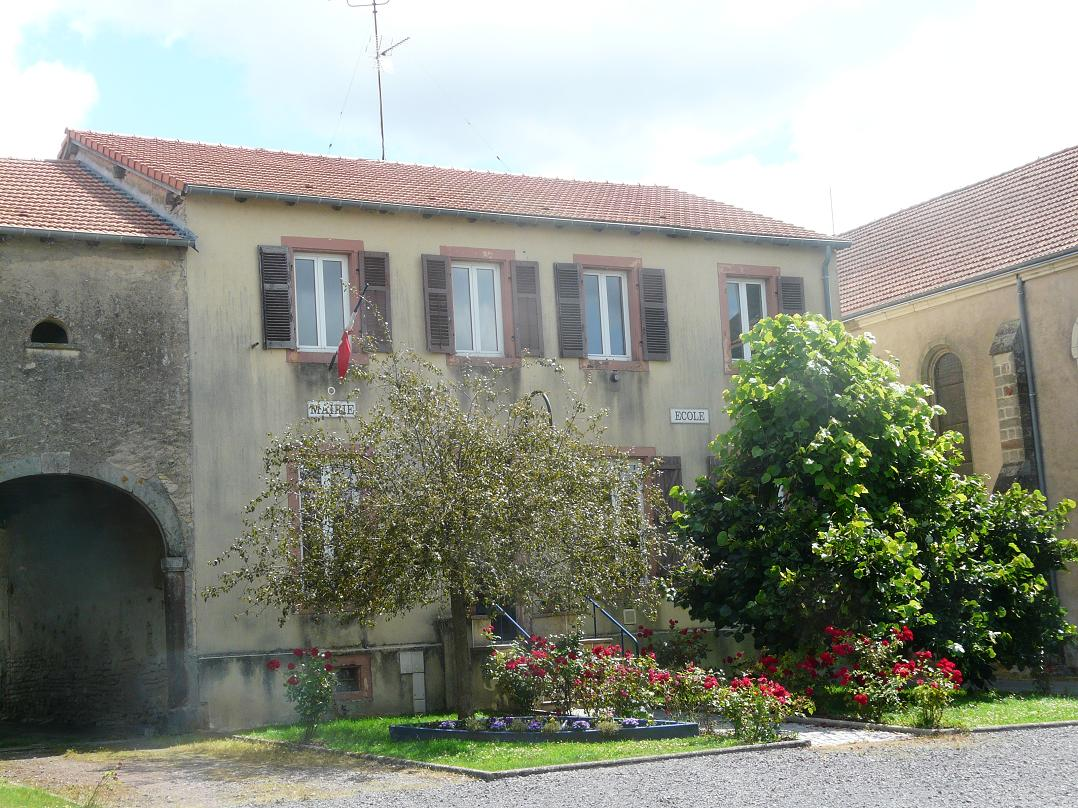
School en gemeentehuis in Lindre-Basse / Nieder-Linder
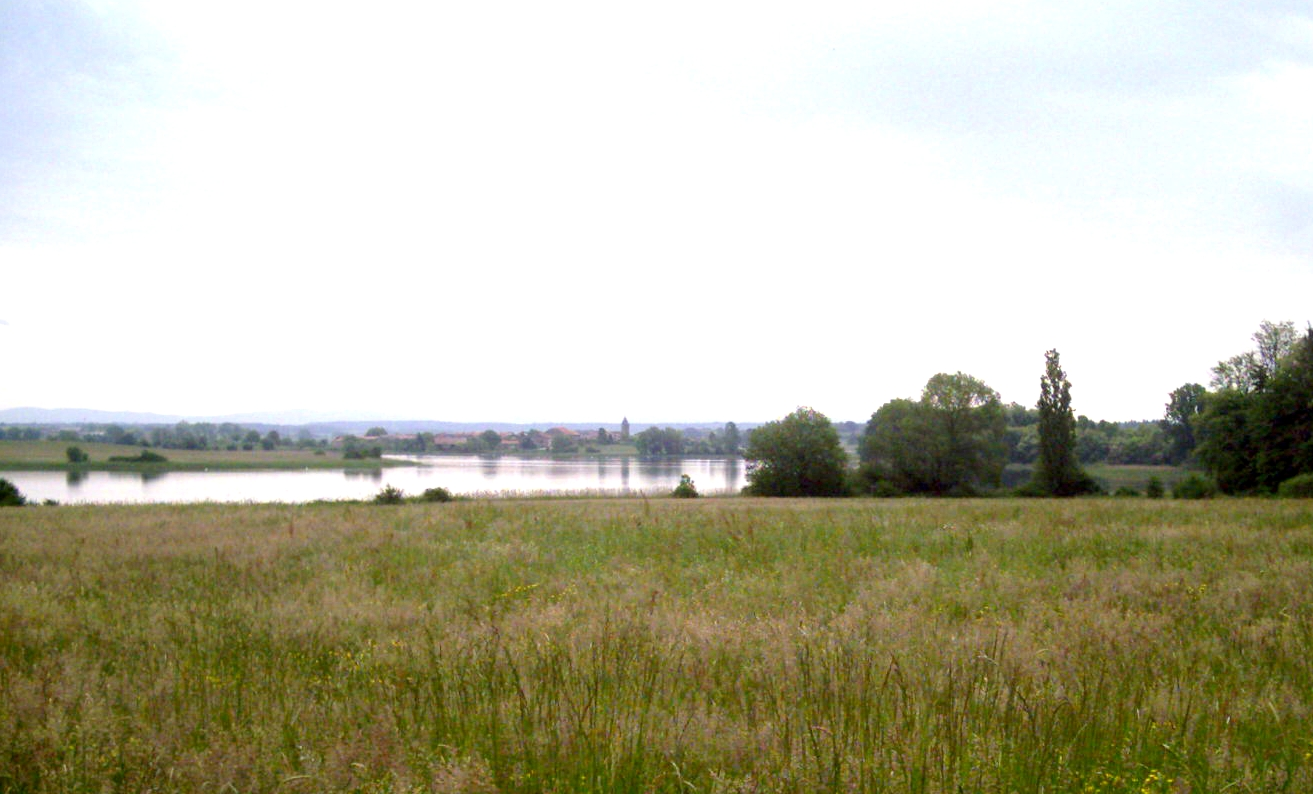
Merengebied van de Étang de Lindre / Linderweiher, nabij het dorp Tarquimpol / Taichenphul
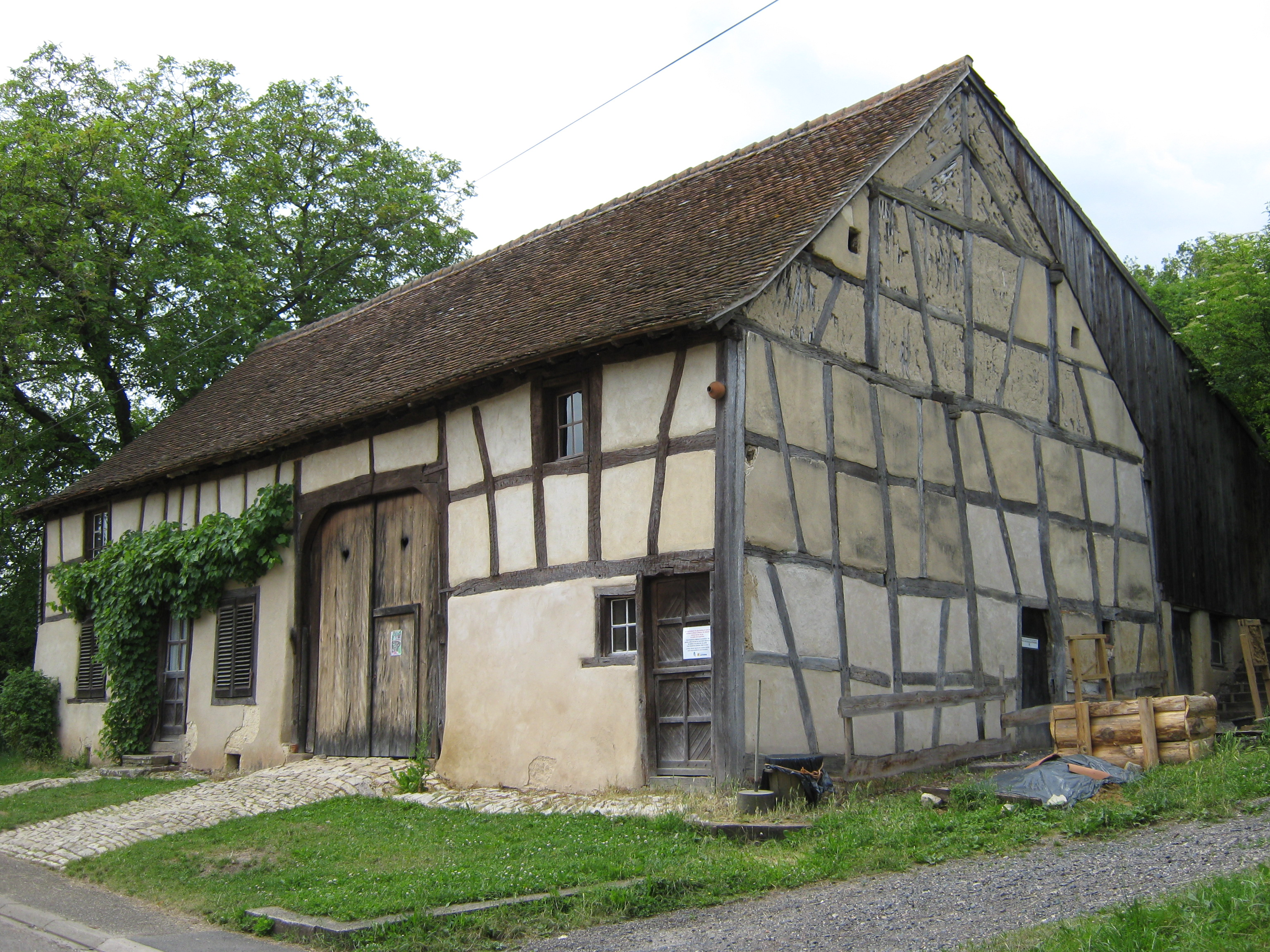
Vakwerkhuis in het vakwerkhuismuseum te Bisping
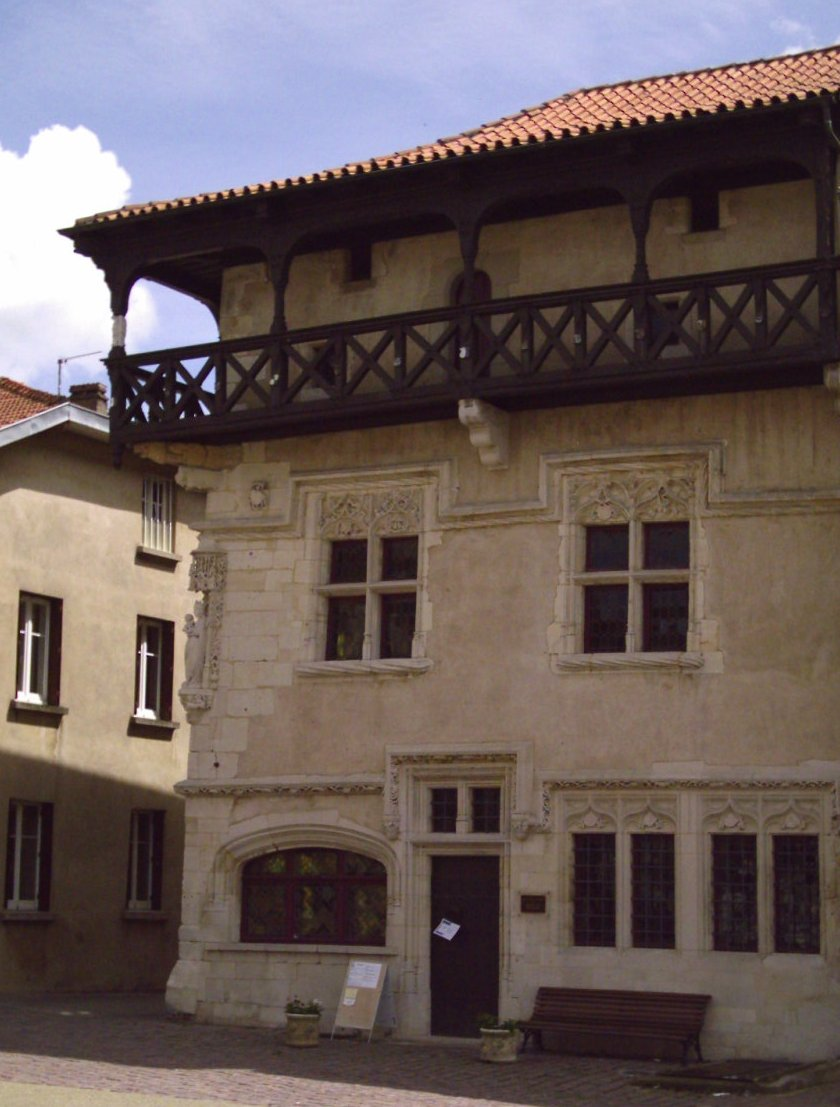
De historische munt van Vic-sur-Seille / Wich an der Seille
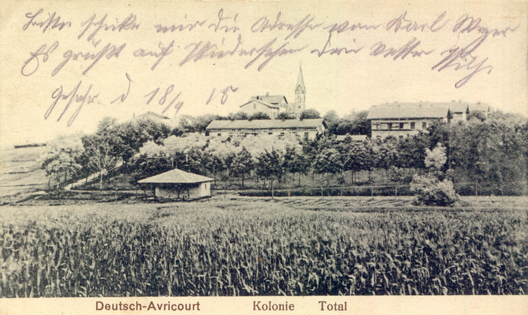
Het dorpsaanzicht van Avricourt (Moselle) / Deutsch-Avrecourt in 1915 gelegen aan de toenmalige grens tussen het Duitse Keizerrijk en de Derde Franse Republiek.
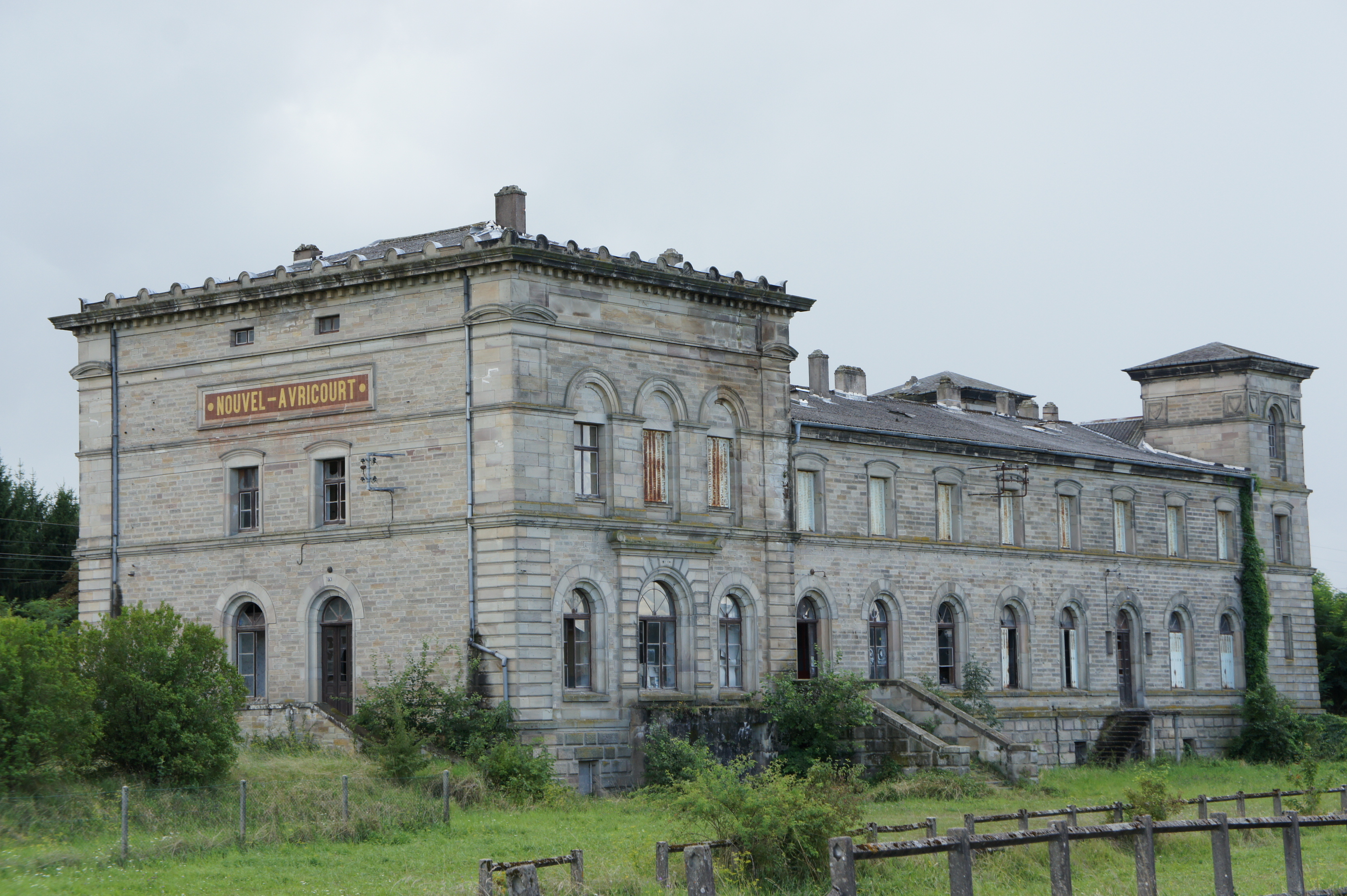
Grensstation vanuit het Duitse Keizerrijk komend, genaamd Station Deutsch-Avrecourt / Deutsch-Elfringen, na 1919 hernoemd tot Nouvel-Avrecourt en gesloten in 1969
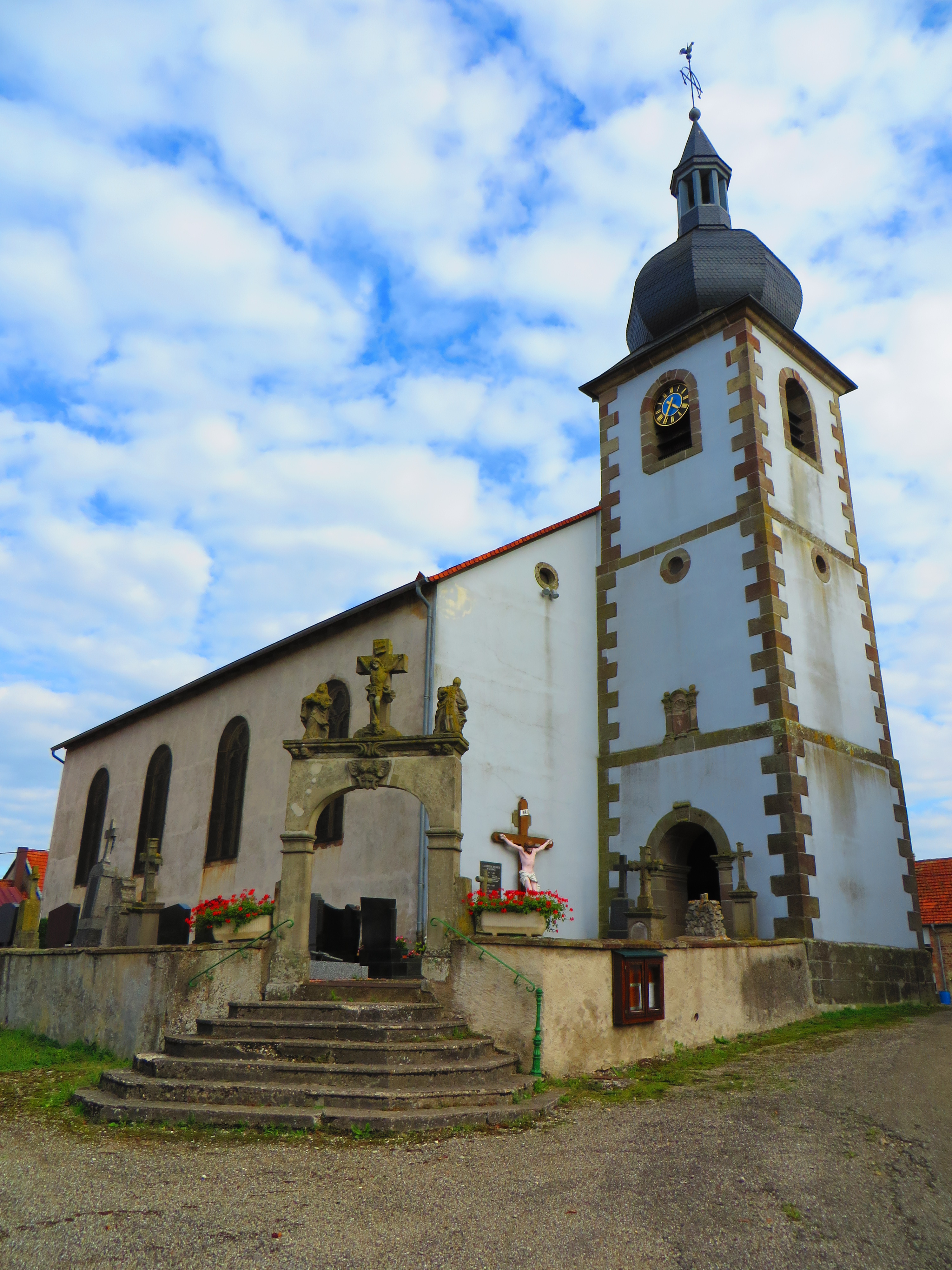
De Johannes de Doperkerk in Honskirch / Hunkirch
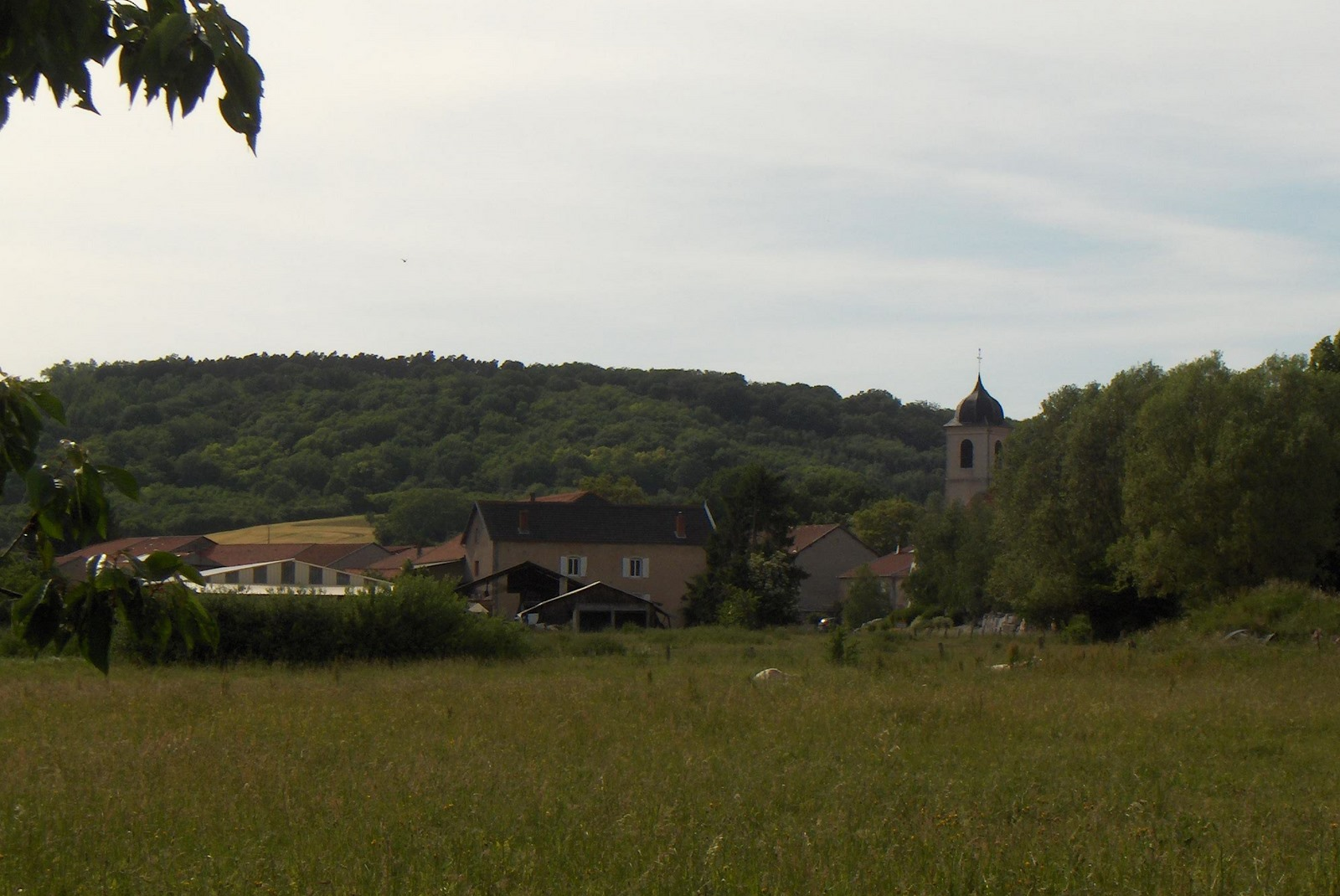
Dorpsgezicht op Vaxy / Wastingen in de Salzgau
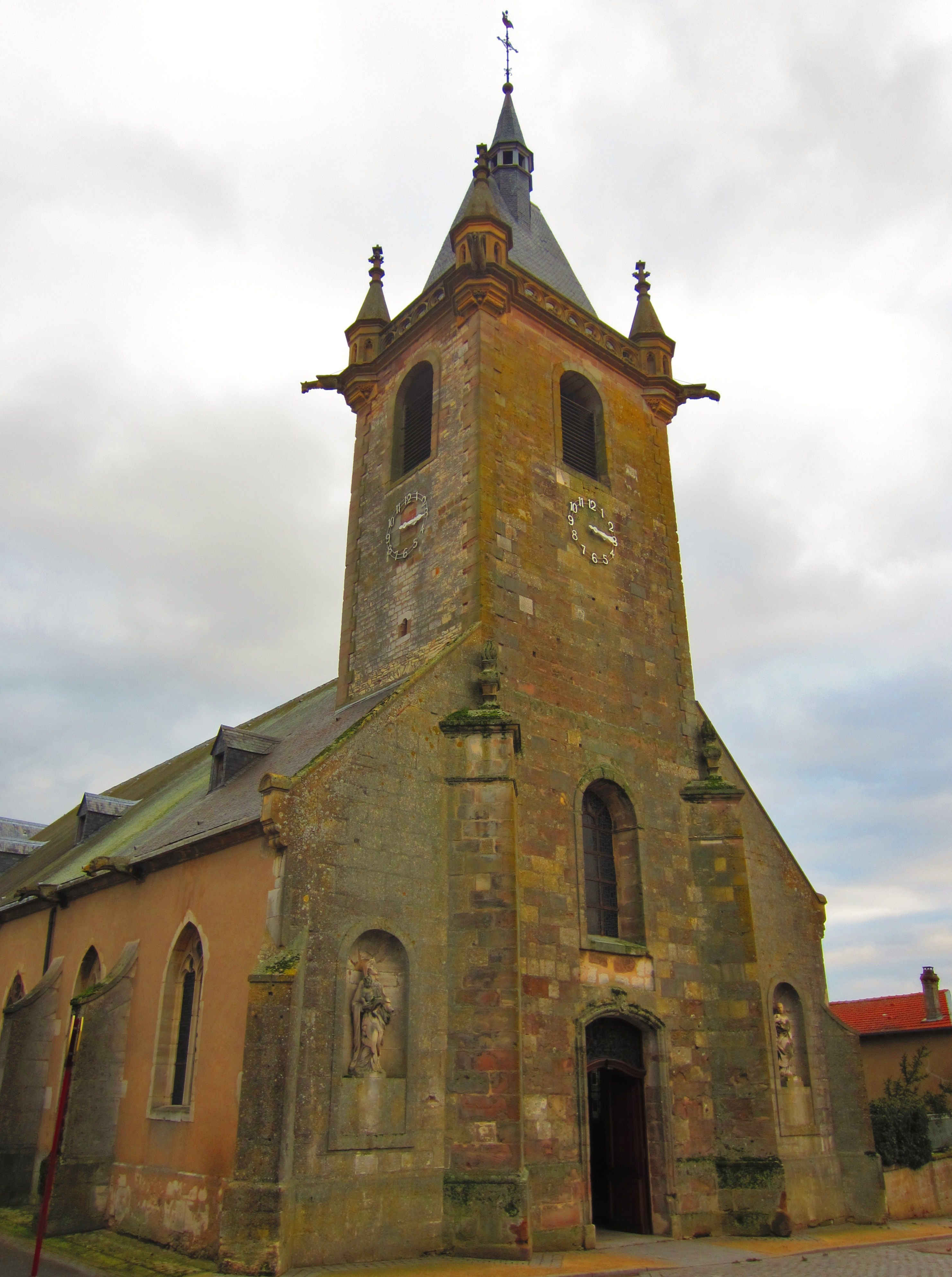
Kerk van Morhange / Mörchingen in het noorden van de Salzgau
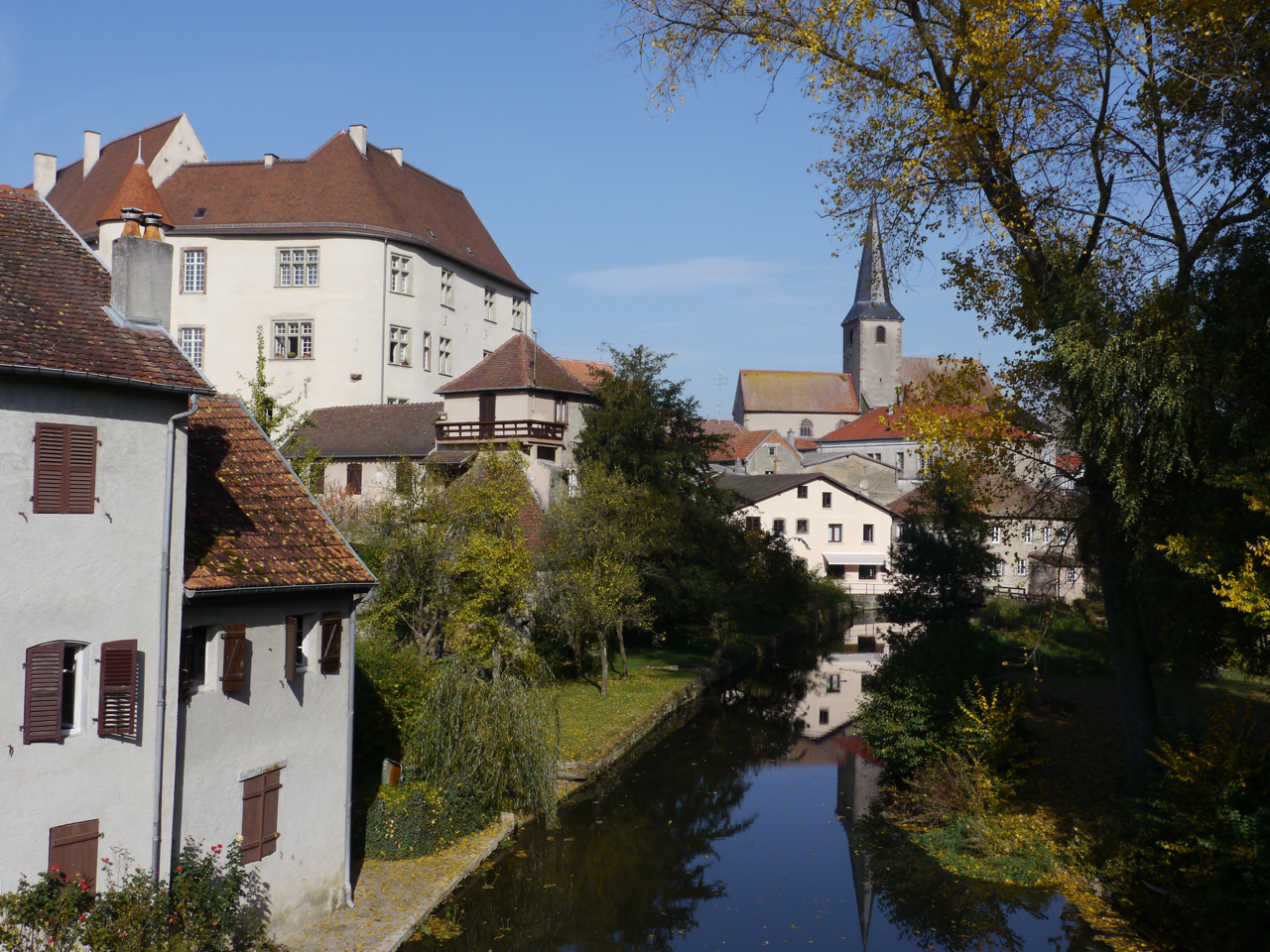
Het stadje Fénétrange / Finstingen aan de Saar. Bij dit stadje grenst de Salzgau aan de Elzas
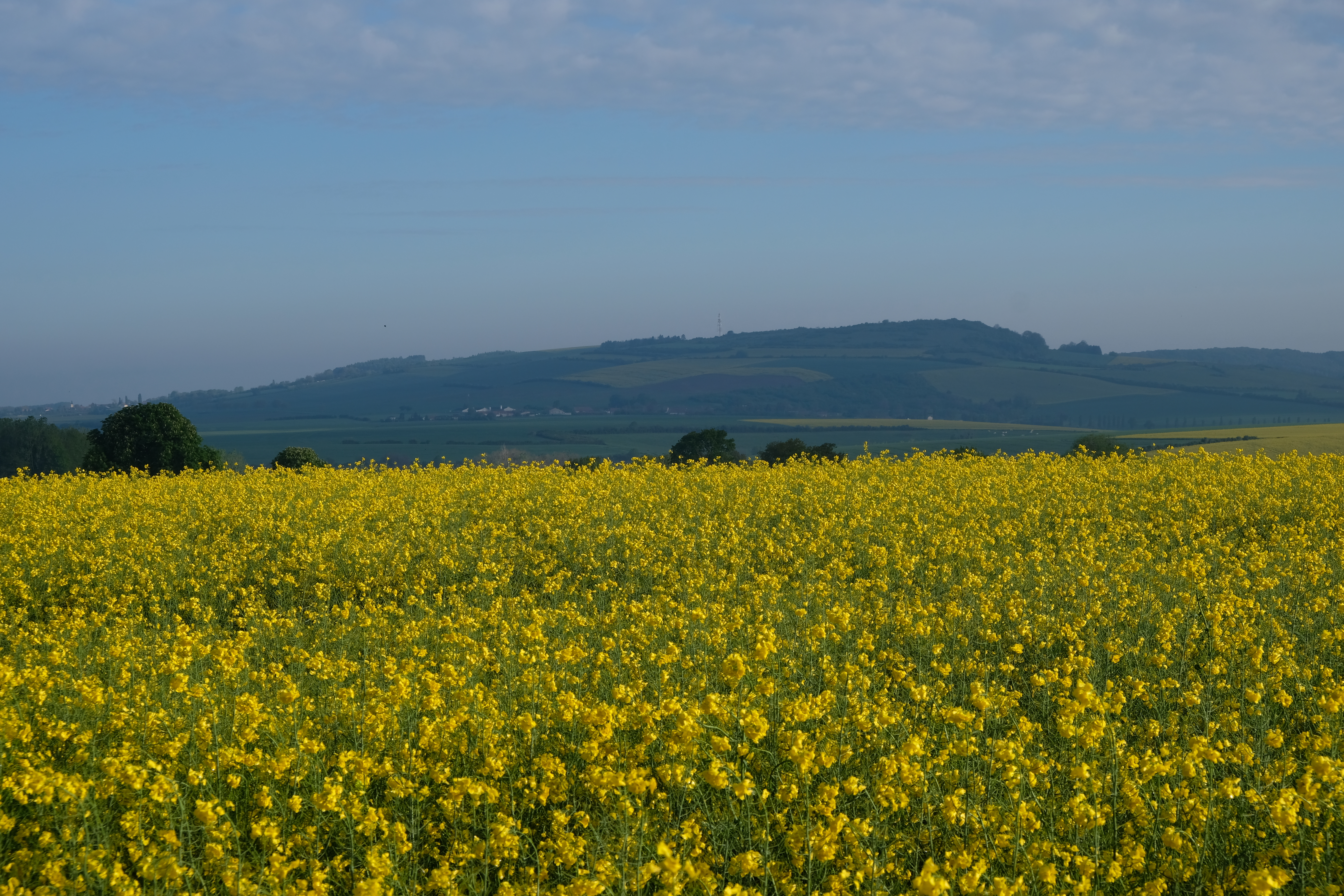
Dorpsgezicht op Lemoncourt / Lemhofen met de omliggende heuvels van de Salzgau
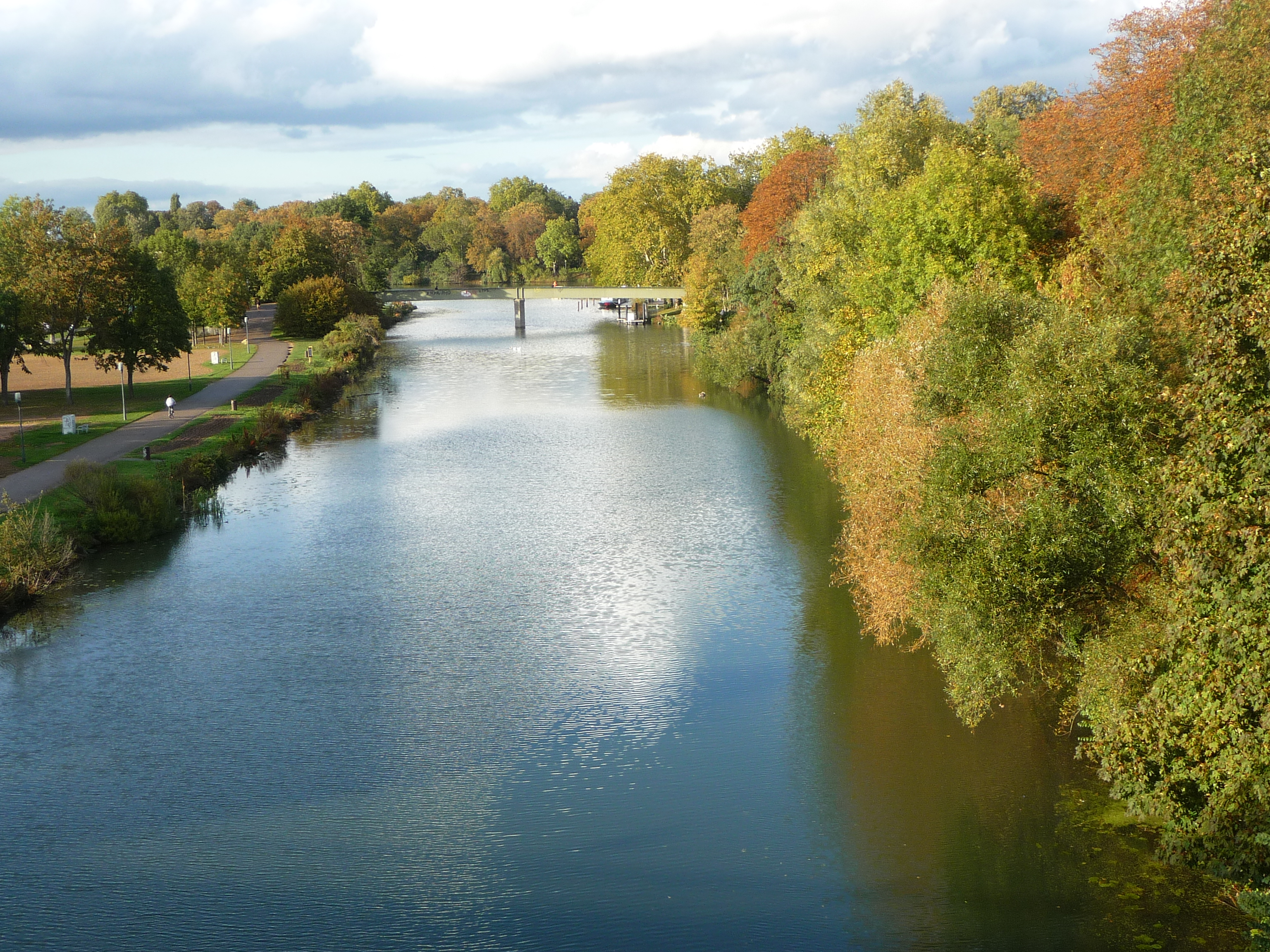
De rivier de Seille